# Forêts tempérées du Caucase, d'Anatolie et d'Hyrcanie

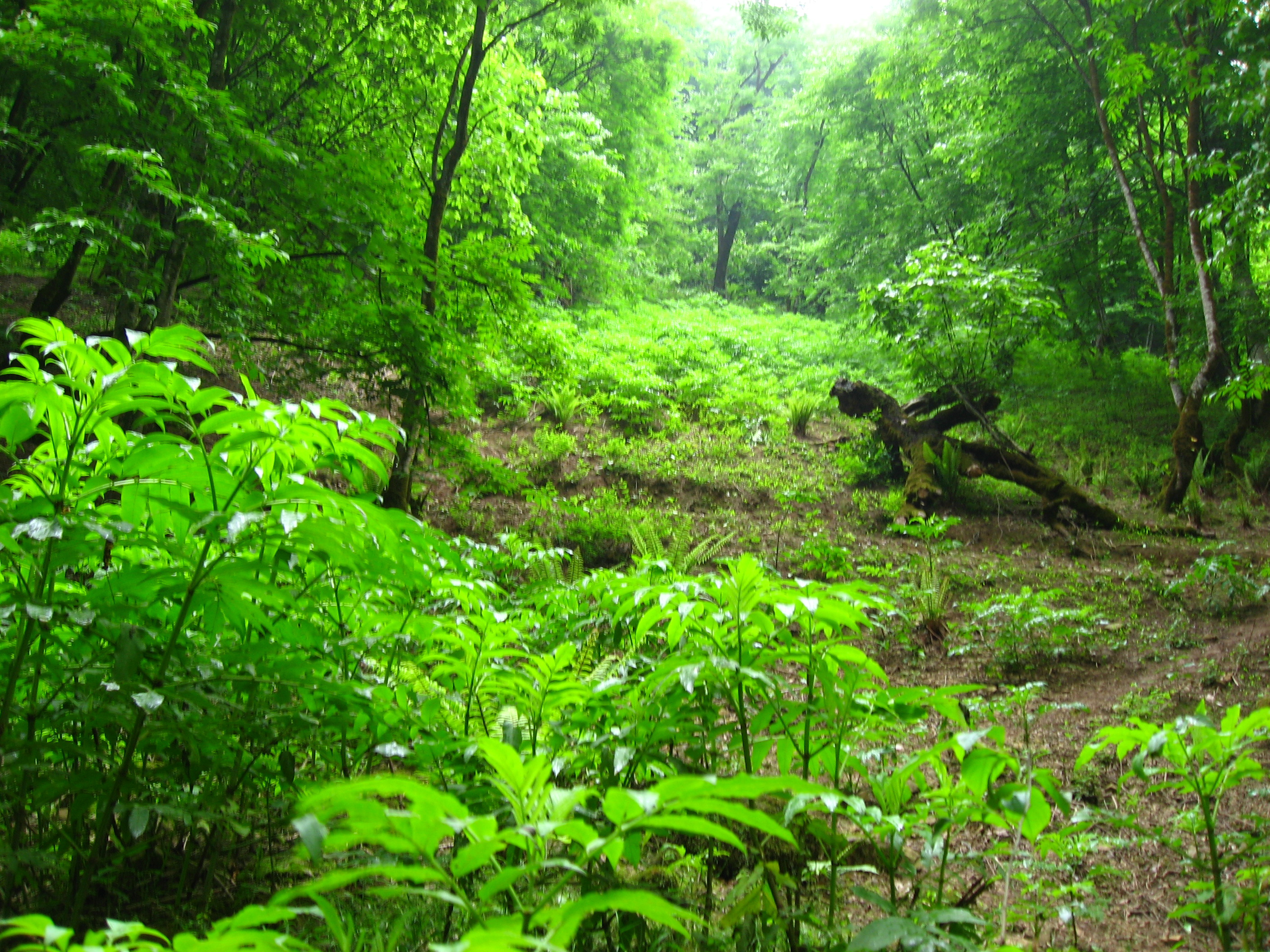
Jungles d'Iran

Les forêts tempérées du Caucase, d'Anatolie et d'Hyrcanie forment une région écologique identifiée par le Fonds mondial pour la nature (WWF) comme faisant partie de la liste « Global 200 », c'est-à-dire considérée comme exceptionnelle au niveau biologique et prioritaire en matière de conservation. Elle regroupe plusieurs écorégions terrestres du Caucase, d'Anatolie et du Nord de l'Iran (Hyrcanie) :
- les forêts hyrcaniennes mixtes de la Caspienne
- les forêts mixtes du Caucase
- la steppe boisée de l'Elbourz
- les forêts décidues du Pont-Euxin et de la Colchide
- les forêts de conifères et décidues d'Anatolie septentrionale
- les forêts claires et steppe boisée du Kopet Dag